# متان‌اتیولات سدیم
متان‌اتیولات سدیم (به انگلیسی: Sodium methanethiolate) یک ترکیب شیمیایی با شناسه پاب‌کم ۴۳۷۸۵۶۱ است.